# Amato Novelli
Amato Novelli (Roma, 14 settembre 1922 – Genova, 23 febbraio 2009) è stato un patologo e poeta italiano, professore ordinario di Patologia Generale nell'Università di Genova, Premio Marzotto 1965 per la Medicina e Commendatore al Merito della Repubblica Italiana.

## Biografia
Amato Novelli nasce a Roma nel 1922 da Francesco e Milena Trucco. Trasferitosi a Genova, inizia gli studi di medicina durante la seconda guerra mondiale e viene utilizzato per assistere i malati e feriti a Genova-Quarto. L'importante esperienza la racconterà lui stesso in L'Oasi Bianca. Passato il periodo bellico, il 18 novembre 1947, presso l'Università di Genova, consegue, con lode, la laurea in Medicina e Chirurgia. Il 22 maggio 1951, presso l'Università di Pavia, si specializza in malattie del tubo digerente, del sangue e del ricambio. Iniziata l'attività di ricerca nel campo della microbiologia si distingue con una ricerca sul batterio "Serratia marcescens". Un suo articolo sull'argomento ha rilevanza internazionale ed è pubblicato nel 1953.
Novelli è autore di oltre cento pubblicazioni scientifiche sulla struttura cellulare e sul comportamento di particelle subcellulari nello stato normale e patologico. Importanti sono stati in Italia e all’estero i suoi metodi originali di tecnica istologica e istochimica. 
Oltre che ricercatore è stato professore ordinario (poi emerito) di Patologia Generale all'Università di Genova . Nel 1965 per uno studio in collaborazione con Luigi Michelazzi sull'Influenza di un RNA-immuno-induttore estratto da siero di coniglio immunizzato sulla produzione di anticorpi da parte di cellule linfoidi, riceve un riconoscimento internazionale vincendo il Premio Marzotto per la medicina.
 
La sua attività poetica inizia poco prima dei sessanta anni, più o meno quando decide, con il titolo Fogli di calendario, di pubblicare le sue poesie giovanili scritte tra il 1935 e il 1940. Da allora, cominciando da La lucciola nella bottiglia, premiata con il Premio Liguria 1981, iniziano, con cadenza più o meno annuale, le pubblicazioni delle sue raccolte poetiche. Insieme a molti altri tra i quali Grazia Raffa che ha in comune con lui una visione profondamente religiosa della vita e per la quale ha scritto alcune prefazioni, è tra i Poeti del "Corimbo" Amici della Poesia, un'associazione di poeti genovesi
Collabora a varie riviste con racconti, fiabe, poesie, saggi e divulgazione scientifica. È anche tra i fondatori della rivista letteraria “Prosapoesia” dell’AMSUL.
Le sue ultime pubblicazioni sono: La pagina bianca (2001); Le memorie e il vento (2004); e, di narrativa, L’oasi bianca, racconti autobiografici (2004).
Sposato con Valeria Pala, ha avuto una figlia, Maria Emilia. Nel 2009, prossimo al compimento degli 87 anni di età, muore ed è sepolto a Genova nel Cimitero monumentale di Staglieno.

## Riconoscimenti e premi
Ha conseguito numerosi primi premi in concorsi nazionali e internazionali, tra cui ricordiamo:
- Premio Marzotto 1965 per la Medicina
- Premio Caffaro Città di Genova per la poesia (1985)
- Premio AS.C.AR, 1989 di poesia religiosa
- Primo premio assoluto, concorso nazionale "Nazareno", Roma 1990
- Primo premio "città di Marcellinara", 1990
- Primo classificato "Calabria d'Argento", 1990
- Primo premio "Trofeo delle Nazioni", Roma, 1991
- Primo premio assoluto S.Margherita Ligure - Franco Delpino, 1991
- il premio Città di Valletta (1991 e 1993),
- il Montecatini Terme (1995),
- il premio Vivere il mare – Vittorio G. Rossi (1996).

Ha avuto titoli onorifici:
- Professore emerito di Patologia generale nell'Universita di Genova
- Commendatore al merito della Repubblica Italiana

## Opere

### Poesia
- La lucciola nella bottiglia, 1979, SBN BIA0017700.
- Fogli di calendario : poesie, 1980, SBN SBL0621384.
- I giorni dell'ira : 1942-1945, 1981, SBN SBL0620654.
- Il colchico nel bicchiere, 1982, SBN UBO1786407.
- Concerto a mezza voce : poesie, 1983, SBN UBO1787189.
- L'anacoreta di città, 1984, SBN CFI0088494.
- Italia, quasi un'isola, 1986, SBN LIG0027060.
- Momenti: poesie, prefazione di Dario G. Martini, 1987, SBN LIG0027403.
- Poesie per una bancarella, con una postfazione di Giuseppe Benelli, 1988, SBN UBO2150864.
- Il piccolo libro del mare, Presentazione di Edoardo Guglielmino, 1990, SBN LIG0075898.
- Il labirinto, collana Il diamante, 1990, SBN CFI0193168.
- Calìe: poesie, prefazione di Dario G. Martini, 1990, SBN CFI0180146.
- Grazia Raffa, La Madonna in poesia, Presentazione di Amato Novelli, 1990, SBN LIG0042402.
- Il principio e la fine, 1991, SBN CFI0260521.
- Le cose: poesie, 1992, SBN LIG0075902.
- Viaggio tra gli uomini, 1993, SBN BVE0077435.
- Talithà kumi, 1993, SBN CFI0241881.
- Le cose, 1994, SBN BVE0476321.
- Gocce di mare : poesie, 1996, SBN LIG0143797.
- Oltre la voce : poesie / Amato Novelli, 1997, SBN LIG0280454.
- Le notti : poesie, note critiche di Giorgio Barberi Squarotti e di Graziella Corsinovi, 1998, SBN TSA0032936.
- La tavolozza, Prefazione di Franco Lanza, 1999, SBN MIL0426713.
- Il figliol prodigo : (poemetto), prefazione di Giuseppe Siria, 1999, SBN LIG0213284.
- Il cacciatore di nubi, 2001, SBN LIG0001470.

### Medicina
- Amato Novelli e Claudio Cervini, L'attività biochimica, farmacologica e terapeutica delle acque bicarbonato-solfato-calciche : relazione al 36. Congresso nazionale dell'Associazione medica italiana di idroclimatologia, talassologia e terapia fisica, 1959, SBN SNT0009307.
- Amato Novelli e Luigi Michelazzi, Manuale di patologia generale per studenti in medicina e scienze biologiche, 1973, SBN PUV0312139.
- Amato Novelli e Luigi Michelazzi, Patologia generale e fisiopatologia, 1986, SBN UFI0174852.
- (EN) A short method for chondriome, in Journal of Histochemistry and Cytochemistry, 1962, OCLC 7023052960.
- (EN) The influence of ultraviolet light and chlorophyll on the production of pigment by bacterium prodigiosum (SERRATIA MARCESCENS), 1953, OCLC 678515830.